# Корона на свети Стефан
Унгарска света корона или Корона на Свети Стефан е унгарска корона, използвана при коронациите на унгарските крале от 13 век нататък. Короната символизира всички „Земи на короната на Свети Стефан“ (Историческа Унгария, включваща земите на днешна Унгария, Трансилвания, Войводина и Банат). Всеки унгарски владетел, който се е възкачвал на унгарския престол, се е легитимирал пред народа си след полагането на светата корона на главата си.

## Съдбата на короната на Свети Стефан
Коронясването на Стефан I (на унгарски: I. István) за пръв християнски владетел на Унгария, който по-късно е канонизаран за светец под името Свети Стефан (на унгарски: Szent István), слага началото на унгарската държавност. Датата на това събитие се определя между Коледата на 1000 година или 1 януари 1001 година. Почитаната в наши дни корона не е същата, която папа Силвестър II изпраща на Стефан I през 1000. (Една част от унгарските историци отхвърля версията, че короната е била пратена от римския папа, и твърди, че короната е от император Ото). След трагичната смърт на единствения му син Свети принц Имре, през 1038 крал Ищван I умира без да е посочил своя наследник. На своето смъртно ложе кралят оставя своята страна под покровителството на Света Богородица (провъзгласена за Patrona Hungariae) и изпраща короната обратно във Ватикана, за да подчертае послушанието и смирението си пред Божията майка. Там тя е съхранявана в тунел, затворена в стъклена кутия, и почитана до началото на 16 век, когато според слухове короната е открадната от поквареното папство.

## Унгарска света корона

### Композиция
Въпреки че според някои унгарски учени съвременната корона на Свети Стефан е оригиналната корона, изпратена от римския папа на техния първи крал, на пръв поглед с просто око се вижда, че въпросната корона е по-късен импровизиран заместител на оригиналната. Малкият златен кръст на върха е завит грубо, примитивно, почти светотатствено. Няколко от изображенията на дванадесетте Христови апостоли са съединени един с друг грубо, като понякога се застъпват и нарушават симетрията в подреждането.